# لارس هيل
لارس هيل (بالنرويجية البوكمول: Lars Helle)‏ هو محرر وصحفي نرويجي، ولد في 1 نوفمبر 1962.